# Derramadero Segundo
Derramadero Segundo är en ort i Mexiko.   Den ligger i kommunen San Luis de la Paz och delstaten Guanajuato, i den centrala delen av landet, 230 km nordväst om huvudstaden Mexico City. Derramadero Segundo ligger 2 038 meter över havet och antalet invånare är 1 023.
Terrängen runt Derramadero Segundo är platt söderut, men norrut är den kuperad. Runt Derramadero Segundo är det ganska tätbefolkat, med 124 invånare per kvadratkilometer. Närmaste större samhälle är San José Iturbide, 17,2 km sydost om Derramadero Segundo. Trakten runt Derramadero Segundo består till största delen av jordbruksmark.